# Лесиваж

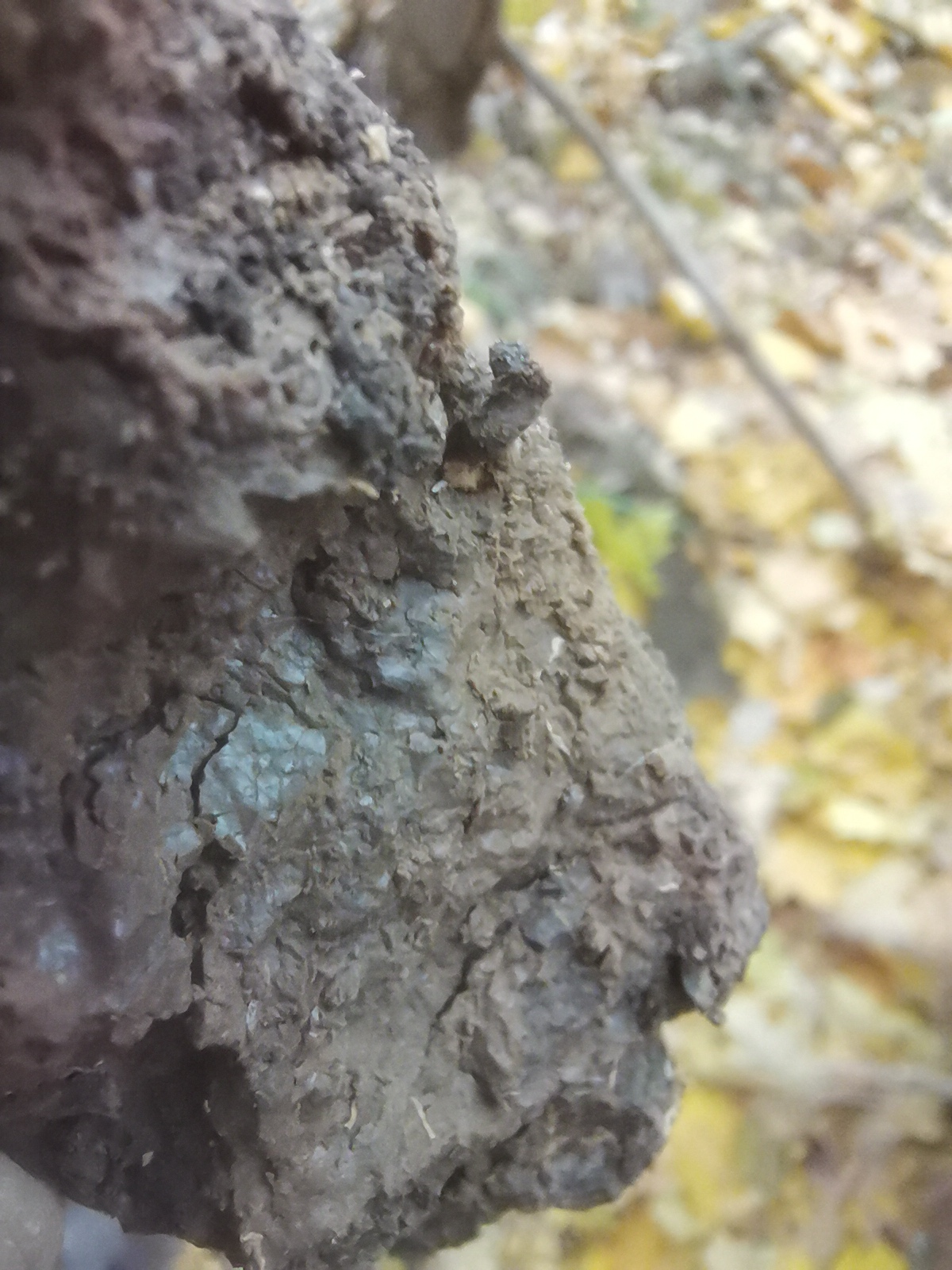
Колоїдне лакування (Глянцевий блиск на структурних окремостях свідчить про вмивання колоїдів у ілювіальний горизонт)

Лесиваж — процес вимивання мулуватих і пилуватих часточок з поверхні грубих уламків мінералів і їх механічний винос з верхніх генетичних горизонтів у середину ґрунтового профілю без хімічного руйнування (під час морфологічного опису позначається les ). Цей процес діагностується наявністю колоїдного лакування на гранях структурних окремостей у середній та нижній частинах профілю за відсутності борошнистої (кремнеземнистої) присипки у верхніх горизонтах.
Лесиваж найбільш суттєво впливає на диференціацію профілю сірих лісових ґрунтів за Е – І типом, поєднуючись з оглинюванням та іншими процесами залежно від конкретних ландшафтних умов. Також являється основним елементарним ґрунтовим процесом у буроземах і бурих лісових ґрунтах.